# Xiaojin
För andra betydelser, se Xiaojin (olika betydelser).
Xiaojin är ett härad i Ngawa, en autonom prefektur för tibetaner och qiang-folket i Sichuan-provinsen i sydvästra Kina.
1. ↑  http://www.geohive.com/cntry/CN-51_ext.aspx